# Marchands de douleur
Pour plus de détails, voir Fiche technique et Distribution.
Marchands de douleur (Pain Hustlers) est un film américain réalisé par David Yates et sorti en 2023. Il s'agit d'une adaptation d'un article de presse publié en 2018 dans The New York Times Magazine.
L’article et le scénario du film sont inspirés de faits réels, en l’occurrence le scandale de la prescription excessive et via des méthodes frauduleuses de Fentanyl (drogue beaucoup plus puissante que la morphine) par la société Insys Therapeutics (en). Cette affaire a entraîné plusieurs décès et la condamnation des dirigeants de la société qui a été mise en faillite en 2019.
Il est présenté en avant-première lors du festival international du film de Toronto 2023.

## Synopsis
En manque d'argent pour élever convenablement sa fille, Liza Drake obtient un emploi dans une start-up. L'entreprise, œuvrant dans l'industrie pharmaceutique spécialisée dans les produits antidouleur, est située dans un centre commercial vieillissant de Floride centrale. La mère de famille va alors se retrouver au centre de malversations criminelles aux conséquences mortelles.

## Fiche technique
Sauf indication contraire, les informations mentionnées dans cette section peuvent être confirmées par la base de données cinématographiques IMDb,  présente dans la section « Liens externes ».
- Titre original : Pain Hustlers
- Titre français : Marchands de douleur
- Réalisation : David Yates
- Scénario : Wells Tower, d'après l'article The Pain Hustlers d'Evan Hughes
- Musique : James Newton Howard
- Décors : Molly Hughes
- Costumes : Colleen Atwood
- Photographie : George Richmond
- Montage : Mark Day
- Casting : Fiona Weir
- Production : Lawrence Grey, 
  - Coproducteurs : Lloyd Everard, Lawrence Kao, Cliff Lanning, Cyrus Mojibi, Patrick Wade et David Yates
  - Producteurs délégués : Ben Everard, Mark Moran et Lewis Taylor
- Sociétés de production : Grey Matter Productions et Wychwood Pictures
- Société de distribution : Netflix
- Budget : 50 millions de dollars
- Pays de production :  États-Unis
- Langue originale : anglais
- Format : couleur
- Genre : thriller, comédie dramatique et policière
- Durée : 122 minutes
- Dates de sortie[1] :
  - Canada : 11 septembre 2023 (au festival de Toronto)
  - Monde : 27 octobre 2023 (sur Netflix)

## Distribution
- Emily Blunt (VF : Laëtitia Lefebvre) : Liza Drake
- Chris Evans (VF : Alexandre Gillet) : Pete Brenner
- Andy García (VF : Bernard Gabay) : Dr Jack Neel
- Catherine O'Hara (VF : Martine Irzenski) : Jackie Drake
- Jay Duplass (VF : Laurent Morteau) : Brent Larkin
- Brian d'Arcy James (VF : Lionel Tua) : Dr Nathan Lydell
- Chloe Coleman (en) (VF : Léana Montana) : Phoebe Drake, la fille de Liza
- Aubrey Dollar (VF : Karine Foviau) : Andy
- Amit Shah (VF : Juan Llorca) : Eric Paley
- Willie Raysor (VF : Jean-Baptiste Anoumon) : Matt

## Production
En août 2021, Sony Pictures annonce le développement d'un film sans titre, réalisé par David Yates et écrit par Wells Tower, d'après un article de presse d'Evan Hughes publié en 2018 dans The New York Times Magazine puis qu'il a développé dans le roman The Hard Sell publié en janvier 2022. Le film est coproduit par Grey Matter Productions et Wychwood Pictures.
En mai 2022, Emily Blunt rejoint le film, alors que Netflix vient d'acquérir le film alors nommé Pain Hustlers. En juillet 2022, Chris Evans est également annoncé. Le mois suivant, Andy García, Catherine O'Hara, Jay Duplass, Brian d'Arcy James et Chloe Coleman (en) rejoignent également la distribution.
Le tournage débute en août 2022. Il se déroule dans la région de Central Florida, ainsi que dans l'État de Géorgie (Atlanta, Savannah).